# Heaven's Story
Pour plus de détails, voir Fiche technique et Distribution.
Heaven's Story (ヘヴンズ ストーリー) est un film japonais réalisé par Takahisa Zeze, sorti en 2010. 
Le film a été sélectionné pour être projeté dans le programme principal de la section Forum au 61e Festival international du film de Berlin.

## Fiche technique
- Titre : Heaven's Story
- Titre original : ヘヴンズ ストーリー
- Réalisation : Takahisa Zeze
- Scénario : Yūki Satō
- Image : Atsuhiro Nabeshima
- Montage : Toshihiro Imai
- Société de production et de distribution : Moviola (Japon)
- Pays d’origine : Japon
- Langue : Japonais
- Genre : Drame
- Dates de sortie :
  -  Japon 2 octobre 2010

## Distribution (partielle)
- Noriko Eguchi
- Akira Emoto
- Mitsuru Kukikoshi
- Tomoharu Hasegawa
- Kana Honda